# التخلص من الكارثية
التخلص من الكارثية (بالإنجليزية: decatastrophization)‏ هي تقنية من تقنيات العلاج المعرفي، لإعادة البناء الإدراكي بغرض تصحيح التشوهات المعرفية، مثل المبالغة والكارثية، التي غالبا ما توجد في الاضطرابات النفسية مثل القلق والذهان.
تتكون هذه التقنية من مواجهة أسوأ السيناريوهات لحدث أو كائن مخيف، وذلك باستخدام الخيال العقلي لفحص ما إذا كان قد تمت المبالغة في تقدير آثار الحدث (أو الكائن) أو تم التقليل من مهارات التكيف لدى المريض. وقد صيغ هذا المصطلح من قبل ألبرت إليس، ووُضعت صيغ مختلفة من هذه التقنية على الأخص من قبل آرون بيك.
يُطلق على هذه التقنية أيضا اسم تقنية «ماذا لو» لأن السيناريو الأسوأ يواجَه بسؤال: «ماذا لو وقع الحدث (أو الكائن) المخيف، ماذا سيحدث بعد ذلك؟»